# نوولو نوولی
نووِلو نووِلی (ایتالیایی: Novello Novelli؛ ‏ ۲ مارس ۱۹۳۰ – ۱۰ ژانویهٔ ۲۰۱۸) بازیگر اهل ایتالیا بود.
از فیلم‌های او می‌توان به معجزه ایتالیایی، کازابلانکا، کازابلانکا، به خانه خوش آمدی گُری و به خانه برگرد گُری اشاره کرد که هنرنمایی‌اش در آنها، مورد تحسینِ منتقدان واقع شد.